# Oliver Helander
Oliver Helander (* 1. Januar 1997 in Raseborg) ist ein finnischer ehemaliger Handballnationalspieler und aktueller Leichtathlet, der sich auf den Speerwurf spezialisiert hat.

## Leben
Der Finnlandschwede Oliver Helander stammt aus Raseborg im Süden Finnlands, wo er für den lokalen Leichtathletikverein, IF Raseborg, antritt. Sein Vater ist der ehemalige Handballspieler, und Rekordspieler der finnischen Liga, Jan Helander. Helanders Bruder Benjamin Helander ist ebenfalls Handballspieler.
2018 erhielt er die Auszeichnung als männlicher „Sportler des Jahres“ in Svenskfinland, dem schwedischsprachigen Finnland.
Helander wohnt in der Stadt Karis.

## Sportliche Laufbahn
Wie der Vater und Bruder spielte Helander selbst lange Zeit Handball. Er spielte zwischenzeitlich auch eine Zeit lang Fußball. Mit der Leichtathletik kam er zum ersten Mal als Neunjähriger in Berührung. Im Alter von 16 Jahren fokussierte er sich schließlich komplett auf den Speerwurf und gab das aktive Handballspiel zu dessen Gunsten auf.

### Handball
Helander spielte unter anderem für den Verin Alingsås HK in Schweden und lief sogar 16-mal für die finnische Nationalmannschaft auf. Während er den Sommer über hauptsächlich den Speerwurf trainiert, spielt er die Wintermonate über Handball.

### Speerwurf
2011 trat Helander erstmals in einem Wettkampf im Speerwurf an. Zwei Jahre später trat er bei den U18-Weltmeisterschaften in Donezk an. Dabei zog er in das Finale ein, in dem er mit 75,36 m den vierten Platz belegte. 2014 belegte er mit dem Speer den zweiten Platz bei den finnischen U18-Meisterschaften und wurde zudem Dritter im Hochsprung und Fünfter mit dem Diskus. 2015 trat er bei den U20-Europameisterschaften in Eskilstuna an. Im Finale belegte er mit 74,81 m den siebten Platz. 2016 trat er erstmals bei den finnischen Meisterschaften der Erwachsenen an, bei denen er den zehnten Platz belegte.
2017 startete Helander bei den U20-Europameisterschaften in Bydgoszcz. Im Finale kam er dabei auf 74,46 m, mit denen er den siebten Platz belegte. Im Juli 2018 stellte Helander bei einem Wettkampf in seiner Heimat seine neue von 88,02 m auf. Noch im selben Monat wurde er finnischer Meister. Einen Monat später kam er in der Qualifikation der Europameisterschaften in Berlin lediglich auf 76,64 m und schied damit in der Qualifikation aus. Zuvor erlitt er im Sommer eine Verletzung an der Schulter, wegen der er sich schließlich im Januar 2020, nachdem zunächst von einer weniger schlimmen Verletzung ausgegangen wurde, einer Operation unterziehen musste. Bei den Weltmeisterschaften 2019 in Doha belegte er mit 80,36 m den 19. Platz. 2021 qualifizierte sich Helander zum ersten Mal für die Olympischen Sommerspiele. In Tokio warf er den Speer in der Qualifikation auf 78,81 m und verpasste damit den Einzug in das Finale. 2022 siegte er mit neuer Bestweite von 89,83 bei den Paavo Nurmi Games in Turku. Anschließend trat er bei den Weltmeisterschaften in den USA an und konnte bei seiner zweiten WM-Teilnahme nach 2019 erstmals in das WM-Finale einziehen. Dieses beendete er auf dem achten Platz. 2023 erreichte er mit einem Wurf auf 83,38 m und mit Platz 7 im Finale bei den Weltmeisterschaften in Budapest sein bislang bestes WM-Resultat.
2024 trat Helander Anfang Juni bei den Europameisterschaften in Rom an. Mit Saisonbestleistung von 85,75 m konnte er die Bronzemedaille gewinnen. Zwei Monate später erreichte er bei den Olympischen Sommerspielen in Paris, nach 2021, zum ersten Mal ein Olympiafinale. Dort kam er mit 82,68 m auf den neunten Rang.
Helander wird heute vom finnischen Speerwurfweltmeister des Jahres 2007, Tero Pitkämäki, trainiert. 2018 und 2023 wurde er finnischer Meister im Speerwurf.

## Wichtige Wettbewerbe
| Jahr                 | Veranstaltung             | Ort                  | Platz                | Disziplin            | Weite                |
| Startet für Finnland | Startet für Finnland      | Startet für Finnland | Startet für Finnland | Startet für Finnland | Startet für Finnland |
| -------------------- | ------------------------- | -------------------- | -------------------- | -------------------- | -------------------- |
| 2013                 | U18-Weltmeisterschaften   | Donezk               | 4.                   | Speerwurf (700 g)    | 75,36 m              |
| 2015                 | U20-Europameisterschaften | Eskilstuna           | 7.                   | Speerwurf            | 74,81 m              |
| 2017                 | U23-Europameisterschaften | Bydgoszcz            | 7.                   | Speerwurf            | 74,46 m              |
| 2018                 | Europameisterschaften     | Berlin               | 16.                  | Speerwurf            | 76,64 m              |
| 2019                 | Weltmeisterschaften       | Doha                 | 19.                  | Speerwurf            | 80,36 m              |
| 2021                 | Olympische Sommerspiele   | Tokio                | 17.                  | Speerwurf            | 78,81 m              |
| 2022                 | Weltmeisterschaften       | Eugene               | 8.                   | Speerwurf            | 82,24 m              |
| 2023                 | Weltmeisterschaften       | Budapest             | 7.                   | Speerwurf            | 83,38 m              |
| 2024                 | Europameisterschaften     | Rom                  | 3.                   | Speerwurf            | 85,75 m              |
| 2024                 | Olympische Sommerspiele   | Paris                | 9.                   | Speerwurf            | 82,68 m              |

## Leistungsentwicklung
- 2011: 57,43 m
- 2014: 69,04 m
- 2015: 76,28 m
- 2017: 80,25 m
- 2018: 88,02 m
- 2022: 89,83 m